# Гишо, Пьер
Пьер Гишо (фр. Pierre Guichot, р.16 февраля 1963) — французский фехтовальщик-саблист, призёр чемпионатов мира и Олимпийских игр.

## Биография
Родился в 1963 году в Орейане. В 1984 году принял участие в Олимпийских играх в Лос-Анджелесе, где стал обладателем серебряной медали в командном первенстве, а в личном зачёте был 5-м. В 1987 году стал обладателем бронзовой медали чемпионата мира. В 1988 году принял участие в Олимпийских играх в Сеуле, но там французские саблисты стали лишь 4-ми, а в личном зачёте он был 11-м. В 1989 стал обладателем бронзовой медали чемпионата мира. В 1992 году принял участие в Олимпийских играх в Барселоне, где стал обладателем бронзовой медали в командном первенстве.
В 1999—2008 годах был тренером женской сборной Франции по фехтованию на саблях, 2012—2014 — мужской сборной Франции по фехтованию на саблях, с 2014 — тренер сборной Великобритании.